# Bert Convy
Bernard Whalen Convy, detto Bert (Saint Louis, 23 luglio 1933 – Los Angeles, 15 luglio 1991), è stato un attore, cantante e regista statunitense, noto per la partecipazione a serie televisive quali Love Boat e Fantasilandia.

## Biografia
Come protagonista ha partecipato al film Californian Playboy (Racquet) del 1979 dove interpretava la parte del maestro di tennis Tommy Everett.
Ha anche recitato in alcuni musical, tra cui Nine a Broadway.

## Filmografia

### Cinema
- Il sentiero della violenza (Gunman's Walk) (1958)
- Un secchio di sangue (A Bucket of Blood) (1959)
- Qualcosa che scotta (Susan Slade) (1961)
- Act One (1963)
- Portami quello che hai e prenditi quello che vuoi (1970)
- Un gioco da duri (Semi-Tough) (1977)
- Jennifer (1978)
- Racquet (1979)
- Eroe offresi (Hero at Large) (1980)
- La corsa più pazza d'America (The Cannonball Run) (1981)

### Televisione
- Men of Annapolis  – serie TV, un episodio (1957)
- Alcoa Theatre – serie TV, un episodio (1959)
- Indirizzo permanente (77 Sunset Strip) – serie TV, 3 episodi (1958-1961)
- Alcoa Presents: One Step Beyond – serie TV, un episodio (1960)
- Perry Mason – serie TV, un episodio (1960)
- My Sister Eileen – serie TV, un episodio (1960)
- Harrigan and Son – serie TV, un episodio (1961)
- Hawaiian Eye – serie TV, episodio 2x28 (1961)
- Alfred Hitchcock presenta (Alfred Hitchcock Presents) – serie TV, un episodio (1961)
- Gli intoccabili (The Untouchables) – serie TV, un episodio (1962)
- Love of Life – serie TV (1963)
- The New Phil Silvers Show – serie TV, un episodio (1963)
- La parola alla difesa (The Defenders) – serie TV, un episodio (1964)
- Assistente sociale (East Side/West Side) – serie TV, episodio 1x25 (1964)
- Preview Tonight – serie TV, un episodio (1966)
- Hawk l'indiano (Hawk) – serie TV, episodio 1x04 (1966)
- Los Angeles: ospedale nord (The Interns) – serie TV, un episodio (1970)
- Vita da strega (Bewitched) – serie TV, un episodio (1970)
- The Silent Force – serie TV, un episodio (1970)
- La famiglia Partridge (The Partridge Family) – serie TV, 3 episodi (1971-1973)
- Love, American Style – serie TV, 3 episodi (1971-1973)
- The Most Deadly Game – serie TV, un episodio (1971)
- Mistero in galleria (Night Gallery) – serie TV, un episodio (1971)
- La tata e il professore (Nanny and the Professor) – serie TV, un episodio (1971)
- Death Takes a Holiday – film TV (1971)
- Missione Impossibile (Mission: Impossible) – serie TV, un episodio (1972)
- Keep the Faith – film TV (1972)
- Banacek – serie TV, un episodio (1972)
- Mary Tyler Moore Show (Mary Tyler Moore) – serie TV, un episodio (1972)
- Le sorelle Snoop (The Snoop Sisters) – serie TV, 4 episodi (1973-1974)
- Hawaii squadra cinque zero (Hawaii Five-O) – serie TV, 2 episodi (1973-1975)
- Search – serie TV, un episodio (1973)
- Lady Luck – film TV (1973)
- The Delphi Bureau – serie TV, un episodio (1973)
- Sulle strade della California (Police Story) – serie TV, un episodio (1974)
- The Girl on the Late, Late Show – film TV (1974)
- Shakespeare Loves Rembrandt – film TV (1974)
- McMillan e signora (McMillan & Wife) – serie TV, un episodio (1974)
- The ABC Afternoon Playbreak – serie TV, un episodio (1974)
- Karen – serie TV, un episodio (1975)
- Matt Helm – serie TV, un episodio (1975)
- Lotta per la vita (Medical Story) – serie TV, un episodio (1975)
- Good Heavens – serie TV, un episodio (1976)
- The Late Summer Early Fall Bert Convy Show – serie TV (1976)
- The Love Boat II – film TV (1977)
- New York Parigi air sabotage '78 (SST: Death Flight) – film TV (1977)
- Fantasilandia (Fantasy Island) – serie TV, 4 episodi (1978-1984)
- Love Boat (The Love Boat) – serie TV, 6 episodi (1978-1984)
- Thou Shalt Not Commit Adultery – film TV (1978)
- Dallas Cowboys Cheerleaders – film TV (1979)
- Hanging by a Thread – film TV (1979)
- Ebony, Ivory and Jade – film TV (1979)
- Charlie's Angels – serie TV, un episodio (1979)
- The Man in the Santa Claus Suit – film TV (1979)
- Jacqueline Susann's Valley of the Dolls – film TV (1981)
- Programma cicogna (Help Wanted: Male) – film TV (1982)
- Sembra facile (It's Not Easy) – serie TV, 10 episodi (1983)
- La signora in giallo (Murder, She Wrote) – serie TV, 2 episodi (1984-1986)
- Hotel – serie TV, 2 episodi (1984-1986)
- Love Thy Neighbor, regia di Tony Bill – film TV (1984)

### Regista
- Quelli dell'accademia militare (Weekend Warriors) (1986)